# 하귀남
하귀남(河貴男, 1972년 6월 8일 ~ )는 대한민국의 변호사 출신 정치인으로, 더불어민주당 소속 정당인이다.

## 학력
- 내서초등학교 졸업
- 창신중학교 졸업
- 창신고등학교 졸업
- 고려대학교 법학과 학사

## 정치 경력
2000년 제42회 사법시험에 합격하여 변호사로 활동하던 중에 정계에 입문하였다. 2004년 대한민국 제17대 국회의원 선거 때 열린우리당 후보로 경상남도 마산시 을 선거구에 출마하여 한나라당 안홍준 후보와 맞붙었다. 노무현 대통령 탄핵 소추 역풍의 덕을 볼 수 있었지만 35.19% 득표에 그치며 낙선의 고배를 마셨다. 그래도 4년 전 16대 총선 때 출마한 새천년민주당 김형철 후보가 기록한 득표율(14.07%)보다 2배 이상 더 높은 수치였다는 점은 고무적이었다. 2008년 대한민국 제18대 국회의원 선거에도 같은 선거구에 출마했는데 정권 교체가 일어난 직후인데다 통합민주당의 지지율이 전국적으로 매우 낮았기에 19.85% 득표율에 그치며 상대 안홍준 후보보다 3배 이상 밀리는 격차를 내며 대패했다. 그저 선거 비용 전액 보전에 성공한 것에만 만족할 수밖에 없었다.
4년 후 대한민국 제19대 국회의원 선거 때 통합 창원시 출범 이후 선거구 명칭이 바뀐 창원시 마산회원구에 민주통합당 후보로 3번째 출마를 강행했다. 4년 전에 비해 2배 이상의 득표율을 올렸고 개인 최고 득표율을 기록했으나 새누리당 안홍준 의원을 상대로 38.45% : 53.85%로 15.4% 차로 패배해 또 다시 낙선의 고배를 마셨다. 이렇게 거듭 낙선의 고배를 마시자 결국 정치를 포기할 생각을 했으나 2016년 대한민국 제20대 국회의원 선거 때 그를 대체할 인물이 없다는 이유로 다시 창원시 마산회원구에 더불어민주당 후보로 출마하게 되었다. 그 때문에 본인도 그렇게 큰 기대를 걸지 않았다고 한다. 그런데 이번엔 놀랍게도 새누리당 윤한홍 후보와 경합을 펼쳤고 최종 개표 결과 43.66% : 47.8%로 불과 4.14% 차 석패를 기록했다. 야권 단일화 실패로 인해 국민의당 안성오 후보가 8.53%나 표를 잠식하지 않았다면 당선 가능성도 있었기에 고무적이면서도 아쉬운 결과를 받게 되었다. 선거 이후 하귀남은 "회원동에서 윤한홍 후보에게 크게 밀렸는데 지난 4년 동안 단 한 번도 찾지 않은 곳이다. 무상급식 중단 등을 주도한 '홍준표 도지사 아바타'에 맞서 싸울 조직, 우호세력을 전혀 갖추지 못한 것이다. 그럼에도, 이번 총선에서 어느 때보다 높은 43.7%를 득표한 것은 마산 시민이 점점 마음의 문을 열고 있는 증거라 본다. 다른 생각하지 않겠다. 전통시장, 노인정, 노래교실 가리지 않고 찾아가 주민을 만날 거다. 마산지역에 필요한 정책적 대안 공부도 시작할 거다. 열심히 한다고 좋은 성과가 있는 것은 아니겠지만 좋은 성과를 얻은 사람 중에 열심히 하지 않은 사람은 없다."고 말하며 다시 지역구 관리에 정진하겠다는 뜻을 밝혔다.
2020년 대한민국 제21대 국회의원 선거에도 더불어민주당 중앙당으로부터 단수공천을 받아 5번째로 창원시 마산회원구에 출마했다. 그러나 이번에는 지난 총선 대비 득표 수는 4,400여 표 정도 더 증가했으나 보수 표심의 결집을 막지 못하며 현역 의원인 미래통합당 윤한홍 후보에게 41.95% : 56.42%로 14.47% 차로 패배해 또 다시 낙선의 고배를 마시고 말았다.

## 선거 이력
|  | 35.19% |

|  | 19.85% |

|  | 38.45% |

|  | 43.66% |

|  | 41.95% |